# Wereldkampioenschappen schoonspringen 2015
De wereldkampioenschappen schoonspringen 2015 werden van 24 juli tot en met 2 augustus 2015 gehouden in het Aquatics Palace in Kazan, Rusland. Het toernooi was integraal onderdeel van de wereldkampioenschappen zwemsporten 2015.
Nieuw op het programma zijn de landenwedstrijd en het synchroonspringen voor gemengde teams.

## Programma
| V | Voorronde | HF | Halve finale | Goud | Finale |

| Onderdeel                | Juli/Augustus | Juli/Augustus | Juli/Augustus | Juli/Augustus | Juli/Augustus | Juli/Augustus | Juli/Augustus | Juli/Augustus | Juli/Augustus | Juli/Augustus | Juli/Augustus | Juli/Augustus | Juli/Augustus | Juli/Augustus | Juli/Augustus | Juli/Augustus | Juli/Augustus | Juli/Augustus | Juli/Augustus | Juli/Augustus |
| Onderdeel                | 24            | 24            | 25            | 25            | 26            | 26            | 27            | 27            | 28            | 28            | 29            | 29            | 30            | 30            | 31            | 31            | 1             | 1             | 2             | 2             |
| ------------------------ | ------------- | ------------- | ------------- | ------------- | ------------- | ------------- | ------------- | ------------- | ------------- | ------------- | ------------- | ------------- | ------------- | ------------- | ------------- | ------------- | ------------- | ------------- | ------------- | ------------- |
| 1 m plank (m)            | V             | V             |               |               |               |               | Goud          | Goud          |               |               |               |               |               |               |               |               |               |               |               |               |
| 3 m plank (m)            |               |               |               |               |               |               |               |               |               |               |               |               | V             | HF            | Goud          | Goud          |               |               |               |               |
| 10 m toren (m)           |               |               |               |               |               |               |               |               |               |               |               |               |               |               |               |               | V             | HF            | Goud          | Goud          |
| 3 m plank synchroon (m)  |               |               |               |               |               |               |               |               | V             | Goud          |               |               |               |               |               |               |               |               |               |               |
| 10 m toren synchroon (m) |               |               |               |               | V             | Goud          |               |               |               |               |               |               |               |               |               |               |               |               |               |               |
|                          |               |               |               |               |               |               |               |               |               |               |               |               |               |               |               |               |               |               |               |               |
| 1 m plank (v)            |               |               |               |               | V             | V             |               |               | Goud          | Goud          |               |               |               |               |               |               |               |               |               |               |
| 3 m plank (v)            |               |               |               |               |               |               |               |               |               |               |               |               |               |               | V             | HF            | Goud          | Goud          |               |               |
| 10 m toren (v)           |               |               |               |               |               |               |               |               |               |               | V             | HF            | Goud          | Goud          |               |               |               |               |               |               |
| 3 m plank synchroon (v)  |               |               | V             | Goud          |               |               |               |               |               |               |               |               |               |               |               |               |               |               |               |               |
| 10 m toren synchroon (v) |               |               |               |               |               |               | V             | Goud          |               |               |               |               |               |               |               |               |               |               |               |               |
|                          |               |               |               |               |               |               |               |               |               |               |               |               |               |               |               |               |               |               |               |               |
| 3 m plank synchroon (g)  |               |               |               |               |               |               |               |               |               |               |               |               |               |               |               |               |               |               | Goud          | Goud          |
| 10 m toren synchroon (g) |               |               | Goud          | Goud          |               |               |               |               |               |               |               |               |               |               |               |               |               |               |               |               |
| Landenwedstrijd          |               |               |               |               |               |               |               |               |               |               | Goud          | Goud          |               |               |               |               |               |               |               |               |
| Totaal                   |               |               | 2             | 2             | 1             | 1             | 2             | 2             | 2             | 2             | 1             | 1             | 1             | 1             | 1             | 1             | 1             | 1             | 2             | 2             |

## Medailles

### Mannen
| Onderdeel   | Goud        | Goud               | Zilver      | Zilver                           | Brons       | Brons                           |
| Individueel | Individueel | Individueel        | Individueel | Individueel                      | Individueel | Individueel                     |
| ----------- | ----------- | ------------------ | ----------- | -------------------------------- | ----------- | ------------------------------- |
| 1 m plank   | CHN         | Xie Siyi           | UKR         | Ilja Kvasja                      | USA         | Michael Hixon                   |
| 3 m plank   | CHN         | He Chao            | RUS         | Ilja Zacharov                    | GBR         | Jack Laugher                    |
| 10 m toren  | CHN         | Qiu Bo             | USA         | David Boudia                     | GBR         | Tom Daley                       |
| Synchroon   |             |                    |             |                                  |             |                                 |
| 3 m plank   | CHN         | Cao Yuan Qin Kai   | RUS         | Jevgeni Koeznetsov Ilja Zacharov | GBR         | Jack Laugher Chris Mears        |
| 10 m toren  | CHN         | Chen Aisen Lin Yue | MEX         | Iván García Germán Sánchez       | RUS         | Roman Izmajlov Viktor Minibajev |

### Vrouwen
| Onderdeel   | Goud        | Goud                   | Zilver      | Zilver                           | Brons       | Brons                       |
| Individueel | Individueel | Individueel            | Individueel | Individueel                      | Individueel | Individueel                 |
| ----------- | ----------- | ---------------------- | ----------- | -------------------------------- | ----------- | --------------------------- |
| 1 m plank   | ITA         | Tania Cagnotto         | CHN         | Shi Tingmao                      | CHN         | He Zi                       |
| 3 m plank   | CHN         | Shi Tingmao            | CHN         | He Zi                            | ITA         | Tania Cagnotto              |
| 10 m toren  | PRK         | Kim Kuk-hyang          | CHN         | Ren Qian                         | MAS         | Pandelela Rinong            |
| Synchroon   |             |                        |             |                                  |             |                             |
| 3 m plank   | CHN         | Shi Tingmao Wu Minxia  | CAN         | Jennifer Abel Pamela Ware        | AUS         | Samantha Mills Esther Qin   |
| 10 m toren  | CHN         | Chen Ruolin Liu Huixia | CAN         | Meaghan Benfeito Roseline Filion | PRK         | Kim Un-hyang Song Nam-hyang |

### Gemengd
| Onderdeel       | Goud | Goud                         | Zilver | Zilver                                      | Brons | Brons                          |
| --------------- | ---- | ---------------------------- | ------ | ------------------------------------------- | ----- | ------------------------------ |
| 3 m plank       | CHN  | Wang Han Yang Hao            | CAN    | Jennifer Abel François Imbeau-Dulac         | ITA   | Tania Cagnotto Maicol Verzotto |
| 10 m toren      | CHN  | Si Yajie Tai Xiaohu          | CAN    | Meaghan Benfeito Vincent Riendeau           | AUS   | Domonic Bedggood Melissa Wu    |
| Landenwedstrijd | GBR  | Tom Daley Rebecca Gallantree | UKR    | Oleksander Horsjkovozov Joelia Prokoptsjoek | CHN   | Chen Ruolin Xie Siyi           |

### Medaillespiegel
| Plaats | Land                | Goud | Zilver | Brons | Totaal |
| 1      | China               | 10   | 3      | 2     | 15     |
| 2      | Verenigd Koninkrijk | 1    | 0      | 3     | 4      |
| 3      | Italië              | 1    | 0      | 2     | 3      |
| 3      | Noord-Korea         | 1    | 0      | 1     | 2      |
| 5      | Canada              | 0    | 4      | 0     | 4      |
| 6      | Rusland             | 0    | 2      | 1     | 3      |
| 7      | Oekraïne            | 0    | 2      | 0     | 2      |
| 8      | Verenigde Staten    | 0    | 1      | 1     | 2      |
| 9      | Mexico              | 0    | 1      | 0     | 1      |
| 10     | Australië           | 0    | 0      | 2     | 2      |
| 11     | Maleisië            | 0    | 0      | 1     | 1      |
| Totaal | Totaal              | 13   | 13     | 13    | 39     |